# Diabiga
Diabiga est un village du département et la commune rurale de Kompienga, situé dans la province de la Kompienga et la région de l’Est au Burkina Faso.

## Géographie

### Situation et environnement
Situé à proximité de la rive sud-ouest du lac-réservoir de la Kompienga, le village de Diabiga est à environ 20 km à l'ouest de Kompienga, le chef-lieu du département.
De plus, il est à proximité de la frontière togolaise (distante de 12 km linéaire au sud-ouest, mais 20 km par la principale route départementale qui mène au village de Pognoa-Sankoado, puis par la route régionale reliant Nadiagou à l'est (sur la route nationale 18 entre la capitale régionale Fada N’Gourma et le Bénin) au village-frontière togolais de Ponio au sud-ouest (relié la ville togolaise de Dapaong par la route nationale 28).

### Démographie
- En 2006, le village comptait 1 240 habitants recensés[1].

## Santé et éducation
Diabiga accueille un centre de santé et de promotion sociale (CSPS).